# Costante Bonazza
Costante Bonazza (Ceriano Laghetto, 6 marzo 1924 – Lubań Śląski, 28 febbraio 1980) è stato un calciatore italiano naturalizzato polacco, di ruolo centrocampista.
Fu il primo calciatore italiano a giocare nel campionato polacco.

## Caratteristiche tecniche
Giocava nel ruolo di interno destro.

## Carriera
Dopo aver giocato nelle giovanili dell'Ambrosiana, e successivamente nelle serie minori italiane, nel luglio 1944 fu internato presso il campo di concentramento di Auschwitz.
Durante il conflitto bellico Bonazza perse tutti i componenti della propria famiglia. Venne liberato nel 1945, e decise di trasferirsi in Polonia. In seguito si sposò con una donna polacca di nome Eleonora, e acquisì la cittadinanza polacca.
Giocò in Polonia per dieci anni; esordì in massima serie con la maglia dell'Arkonia Szczecin, con la quale disputò 8 partite. Chiuse la carriera nel 1955, nello Sparta Lubań Śląski.